# Édesvízi nyálkáshal
Az édesvízi nyálkáshal (Salaria fluviatilis) a sugarasúszójú halak (Actinopterygii) osztályának sügéralakúak (Perciformes) rendjébe, ezen belül a nyálkáshalfélék (Blenniidae) családjába tartozó faj.

## Előfordulása
Az édesvízi nyálkáshal elterjedési területe a Földközi-tenger medencéje. A következő országokban található meg: Albánia, Algéria, Bosznia-Hercegovina, Görögország, Horvátország, Izrael, Jordánia, Franciaország, Libanon, Marokkó, Montenegró, Olaszország, Portugália, Spanyolország, Svájc, Szerbia, Szíria és Törökország.

## Megjelenése
A hal testhossza 8 - 10 centiméter, legfeljebb 15 centiméter. Az édesvízi nyálkáshal bőre csupasz és nyálkás. Szeme felett rövid, elágazó bőrfonatok vannak. Alsó és felső állkapcsa erős fogsorral rendelkezik. Szemfogai nagyok és görbék. A nászruhás hím fején magas, húsos „taréj” van.

## Életmódja
A hal a tavak, kanálisok és lassú folyású patakok lakója. Fenékhal, amely azonban rendkívüli mozgékonysággal fel-felúszik a felszínre. A fiatalok rendszerint csapatokba verődnek, az idősebbek magányosak. A kifejlett példányok helyhez kötöttek és védik területüket, amely lehet egy üreg vagy üres kagylóhéj. Tápláléka apró talajállatok és kishalak.

## Szaporodása
Tavasztól - nyárig ívik, amikor a vízhőmérséklete elérte a 20 Celsius-fokot. Az ikrákat a lakóüreg mennyezetére rakja, ahol a hím őrzi és gondozza őket.